# فرودگاه کلمبیا (کالیفرنیا)
فرودگاه کلمبیا (کالیفرنیا) (به انگلیسی: Columbia Airport (California)) یک فرودگاه همگانی بهره‌برداری هوایی با کد یاتا COA است که یک باند فرود چمن دارد و طول باند آن ۷۹۲ متر است. این فرودگاه در شهر کلمبیا، کالیفرنیا کشور ایالات متحده آمریکا قرار دارد و در ارتفاع ۶۴۶ متری از سطح دریا واقع شده‌است.